# Dialogue international sur les munitions immergées
Le Dialogue international sur les munitions immergées (en anglais : International Dialogue on Underwater Munitions (ou IDUM)) est une ONG fondée au Canada en 2004, puis basée en tant que fondation néerlandaise à La Haye, aux Pays-Bas en 2014. 

## Création
L'IDUM a été fondée par Terrance P. Long ; ingénieur militaire canadien retraité après plus de trente ans d'expérience dans le domaine des explosifs et du déminage dans le monde entier, désireux de contribuer à la sauvegarde des écosystèmes marins.

## Origine et contexte
Depuis la Première Guerre mondiale, des lacs, mers et l’océan sont menacés par plus de 50 ans de déversement mondial de munitions non explorées (chimiques et conventionnelles) dans les eaux. 
Toutes les munitions sous-marines contiennent des composants toxiques pour le milieu marin et la chaîne alimentaire, des tueurs silencieux qui ont un impact sur notre santé et l'environnement. 
Ces polluants aggravent les effets de la surpêche sur l’épuisement mondial des stocks de poissons et même à certaines zones mortes, causent des maladies et brûlures à des poissons ou mammifères marins, endommagent le foie et les reins d’espèces commercialement importantes comme la morue et parfois empêchent les juvéniles de se reproduire. 
Certains composants chimiques des munitions se dégradent et/ou se dispersent dans l'eau, mais d'autres (mercure, arsenic…), ne sont pas dégradables, et peuvent au contraire être reconcentrées par les animaux filtreurs et se bioaccumuler dans la chaîne alimentaire en remontant jusqu’à l’homme via la consommation de poisson, de crustacés et fruits de mer, alors susceptibles d’induire des cancers. Certains polluants des munitions sont très persistants, comme le TNT qui se décompose dans le milieu marin, mais en DNT, un cancérogène pour l’Homme et un polluant organique persistant qui pourrait être encore là dans plusieurs milliers d'années. 

Selon l’ODUM « Dans de nombreuses régions du monde, les gens consomment sans le savoir du poisson contaminé ».
Un « besoin de nettoyer» les fonds marins (ou d’eau douce parfois) de ces armes chimiques et conventionnelles existe donc, pourrait être une source d'emploi, et pourrait être priorisé en fonction des impacts potentiels en matière de santé environnementale, tout en freinant l'épuisement des stocks de poissons.
Les munitions sous-marines sont toutes déjà ou pour un futur plus ou moins proche des «émetteurs potentiels de pollution», ce qui signifie que dans la plupart des cas, «si nous supprimons la source - nous éliminons le problème». Et les technologies standards développées par le secteur public et privé et divers programmes de systèmes sans pilote de l'armée sont déjà disponibles pour détecter, cartographier, récupérer et éliminer les munitions sous-marines ainsi que les déchets toxiques qu'elles créent.
Depuis la création de la fondation, l'IDUM a organisé avec succès cinq « dialogues internationaux » sur des questions liées aux armes immergées en mer (SDW pour « Sea Dumped Weapons »).

## Missions et activités
L'IDUM a quatre grands objectifs :
1. Créer un traité mondial contraignant, sur toutes les classes d'armes immergées (biologiques, chimiques, conventionnelles et radiologiques) ;
2. Développer une base de données mondiale des sites d’immersion d’armes conventionnelles et chimiques ;
3. Être un dépositaire d'informations sur ces sujets ;
4. Éradiquer ces « sources ponctuelles de pollution » des mers et océans.

Selon Terrance Long, s'exprimant lors de la quatrième conférence d'examen de l’OIAC, ce traité encouragerait les pays à collaborer en matière de politiques, de recherche et développement sur la question des munitions immergées, et notamment sur leurs séquelles et de possibles mesures correctives respectueuses de l'environnement dans les régions touchées.

## Reconnaissance
L’IDUM est un organisme reconnu internationalement où toutes les parties prenantes (diplomates, ministères, y compris les affaires extérieures, acteurs de la protection de l'environnement, des combustibles fossiles et de l'industrie de la pêche, les plongeurs et sauveteurs, les militaires et autres) peuvent se réunir en un forum ouvert et transparent pour discuter des munitions immergées en mer, rechercher des solutions et promouvoir la coopération internationale sur des questions connexes.
Son travail est reconnu par des institutions intergouvernementales telles que les Nations-Unies (ONU) et l'Organisation pour l'interdiction des armes chimiques (OIAC). 
L'ONU a identifié ce travail dans la « Résolution des Nations Unies sur les munitions immergées en mer » de 2014, et dans le rapport du Secrétaire général de 2013 intitulé « Mesures coopératives sur les munitions chimiques immergées en mer ». 
En 2014, le rapport de l'OIAC intitulé « Troisième Conférence d'examen des États parties » a décrit la nécessité d'une coopération internationale sur les munitions immergées. 

En plus de travailler à rassembler les parties prenantes susceptibles d’apporter ou créer des réponses politiques adaptées, l'IDUM agit aussi en faveur d’une recherche collaborative visant à élargir les connaissances sur les effets néfastes des munitions immergées et sur les procédures et moyens de détection et de récupération et traitement de ces armes. 

## Projets

### DAIMON
DAIMON est l'acronyme de Decision Aid for Marine Munitions, c’est-à-dire en français « Aide à la décision pour les munitions marines »).
Ce projet visait à soutenir les administrations maritime, de défense et de l'environnement dans la prise de décisions sur les stratégies de gestion des guerres chimiques et conventionnelles immergées en Europe en mer Baltique et dans le Skagerrak pour mieux évaluer les risques induits par la corrosion et le vieillissement de certains objets de guerre, dont notamment les conteneurs immergés remplis de munitions.

### CHEMSEA
CHEMSEA est l'acronyme Chemical Munitions Search & Assessment ( « Recherche et évaluation des munitions chimiques »)
Ce projet phare de la stratégie pour la région de la mer Baltique, a été financé par le programme de l'Union européenne pour la région de la mer Baltique (période 2007- 2013). 
Lancé à l'automne 2011 il durera jusqu'au début de 2014, en disposant de 4,5 millions d'euros, cofinancé par l'Union européenne via le FEDER (Fonds européen de développement régional).

### MODUM-OTAN
MODUM - NATO Science for Peace and Security est un projet scientifique porté par l'OTAN pour la paix et la sécurité.
La devise du projet (« Vers la surveillance de la menace des munitions immergées) se traduit par une volonté de créer un réseau pérenne de surveillance des décharges d'armes chimiques en mer Baltique, en utilisant des véhicules sous-marins autonomes (AUV) et des véhicules sous-marins télécommandés (ROV), et en utilisant les moyens et navires de recherche existants d’institutions partenaires. 
Une phase de test vise à choisir les solutions les mieux adaptées à l'environnement difficile de la Baltique. Une phase d’enquête doit localiser les « objets » préoccupants, et une phase de surveillance se concentrera sur la collecte de données environnementales dans les secteurs concernés. Le projet se concentrera sur trois zones représentatives choisies lors de la première phase du projet ; il fournira des solutions pour étendre un tel réseau à toutes les zones préoccupantes de la région de la mer Baltique. 
Le monitoring comprendra l'évaluation de l'état des habitats, des études sur la santé des poissons et la modélisation des menaces possibles pour les zones adjacentes.

### Projet Pentarius Deep Sub
Le submersible « Deep Sub », conçu pour résister à une pression de 16 000 PSI ou 1 100 atmosphères dispose d’une coque en fibre de carbone, d’un partie en aluminium à l'arrière et d’un vitrage en quartz fondu à l'avant. Ce quartz fondu est un lingot artificiel qui a mis plus de trois ans à être usiné. 
Il offre une vue sans précédent sur le fond marin ; Le reste du sous-marin est «inondé» - l'eau est autour des composants. Les pièces importants sont remplies d’huile pour résister à la pression (batteries, servomoteurs et moteurs électriques. Une mousse syntactique (matériau de flottabilité spécial) constitue le reste du volume du sous-marin. Les instruments de bord incluent des capteurs sonar haute définition, des moyens vidéo et d’analyse chimique. Les scientifiques pourront ainsi brosser un tableau plus fidèle de l'environnement profond, basé sur une quantité sans précédent de données brutes.

## Partenariats
- Nations unies
- Organisation pour l'interdiction des armes chimiques
- Organisation du Traité de l'Atlantique Nord
- Union européenne
- Inspection générale de l'environnement
- Centres pour le Contrôle et la Prévention des catastrophes
- Commission d'Helsinki
- Académie navale polonaise
- Ministère finlandais de l'environnement
- Garde côtière suédoise

## Publications
L’IDUM a co-éditée une revue en deux parties avec le comité scientifique polonais « L'héritage des munitions sous-marines: politique et science de l'évaluation, évaluation des impacts et des réponses potentielles » et a aidé à créer deux documentaires internationaux intitulés « Deadly Depths » (prix du meilleur documentaire international au German Green Screen Film Fest en 2014) et « Foot Prints of War ».